# Новий Казанув
Новий Казанув (пол. Nowy Kazanów) — село в Польщі, у гміні Конське Конецького повіту Свентокшиського воєводства.
Населення — 510 осіб (2011).
У 1975-1998 роках село належало до Келецького воєводства.

## Демографія
Демографічна структура на день 31 березня 2011 року:
|          | Загалом | Допрацездатний вік | Працездатний вік | Постпрацездатний вік |
| -------- | ------- | ------------------ | ---------------- | -------------------- |
| Чоловіки | 263     | 64                 | 171              | 28                   |
| Жінки    | 247     | 54                 | 146              | 47                   |
| Разом    | 510     | 118                | 317              | 75                   |